# Filléres Könyvtár
A Filléres Könyvtár egy 19. század végi – 20. század eleji magyar könyvsorozat volt, amely a következő köteteket tartalmazta (l. = lap, értsd: oldal):
- 1. köt. Mikszáth Kálmán. Huszár a teknőben és egyéb elbeszélések. Képekkel. (47 l.) 1895.
- 2. köt. Bársony István. Jó az Isten. A jó szív kincs. Két elbeszélés. Képekkel. (44 l.) 1895.
- 3. köt. Bodonyi Nándor. Matyi meg Kati. Mese. Kiss Lajos rajzaival. (46 l.) 1895.
- 4–5. köt. Madarassy László. A kis hadsereg. Elbeszélés a szabadságharc idejéből. Képekkel. (87 l.) 1895.
- 6. köt. Pósa Lajos. Haza és szabadság. Hazafias költemények és szavalatok. (45 l.) 1895.
- 7. köt. Fái J. Béla. A kinai óriás. Az aranytollú tyúk. Két mese. 11 képpel. (48 l.) 1895.
- 8. köt. Margitay Dezső. Illés gróf és Olga grófkisasszony. Elbeszélés. (44 l.) 1895.
- 9. köt. Murai Károly. Komédiás Palkó. Róka Pál furfangjai. Két vig történet. (54 l.) 1895.
- 10–12. köt. Jókai Mór. A medvék országában. Elbeszélés. »Egész az északi pólusig« cimű munkájából a serdültebb ifjuság számára alakitotta Bródy Sándor. Mühlbeck Károly rajzaival. (125 l.) 1895.
- 13. köt. Hetyey Gábor. Mondák, regék a magyar történelemből. (45 l.) 1895.
- 14. köt. Szalai Emil. A zöld madár. Mese. Mühlbeck Károly rajzaival. (63 l.) 1895.
- 15. köt. Bodonyi Nándor. A kistornyai lelkész. Elbeszélés. Képekkel. (48 l.) 1895.
- 16–17. köt. Madarassy László. Harc az állatokkal. Elbeszélés. Képekkel. (77 l.) 1895.
- 18. köt. Magyar költők: Vörösmarty Mihály, Arany János, Petőfi Sándor, Tompa Mihály, Jókai Mór. Öt képpel. (47 l.) 1895.
- 19. köt. Gyermek-szinház. Három egyfelvonásos vigjáték. (16 l.) 1895.
- 20. köt. Gárdonyi Géza. Tarka-barka történetek. Képekkel. (48 l.) 1895.
- 21–23. köt. Gaál Mózes. Mindent a hazáért. Történeti elbeszélés. Képekkel. (149 l.) 1895.
- 24. köt. Tábori Róbert. Vidám történelem. Vidám elbeszélések. Képekkel. (44 l.) 1895.
- 25. köt. Árpád népe. Képek Magyarország ezer esztendős multjából. Irták Pósa Lajos, Gárdonyi Géza, Tábori Róbert, Egri György, ...
- 26–28. köt. Malonyay Dezső. A Nilus országában. Fiatal barátainak irta –. (136 l.) 1896.
- 29. köt. Herman Ottóné. Sok vers, sok kép gyermekekről gyerekeknek. (46 l.) 1896.
- 30. köt. Kacziány Ödön. A három ajándék. Sok képpel. (39 l.) 1896.
- 31. köt. Tábori Róbertné. Hét mese. (45 l.) 1896.
- 32. köt. Sebők Gyula. Egér a kaszárnyában. (47 l.) 1896.
- 33. köt. Tábori Róbert. Gábor Áron. Történeti elbeszélés. Sok képpel. (63 l.) 1896.
- 34–35. köt. Herman Ottóné. A Csóri meg a Móri. Történetek az állatvilágból. Sok képpel. (79 l.) 1896.
- 36. köt. Herman Ottóné. Seregély kisasszony emlékiratai és egyéb történetek. Sok képpel. (47 l.) 1896.
- 37. köt. Herczeg Ferenc. Az uj nevelő. Elbeszélés. Képekkel. (47 l.) 1898.
- 38–39. köt. Madarassy László. Mari és Tamás. Gyermekregény. Képekkel. (95 l.) 1898.
- 40. köt. Sas Ede. Szirmos Cica királysága. Képekkel. (48 l.) 1898.
- 41. köt. Gegus Ida. Mesék. (44 l.) 1898.
- 42. köt. Benedek Elek. Kis Miklós. Mese. (48 l.) 1898.
- 43. köt. Pósa Lajos. A szabadság hősei. Képek az 1848–1849-iki szabadságharcból. (54 l.) 1898.
- 44–45. köt. Andrássy Lidike. Tarka könyv. Mesék, versek, elbeszélések. (94 l.)
- 46. köt. Gárdonyi Géza. Mindentudó Gergely bácsi első könyve. (60 l.) 1898.
- 47. köt. Egri György. Karika király haragja és más mesék. (48 l.) 1898.
- 48–50. köt. Gaál Mózes. Balassa Vitéz. Történeti elbeszélés. (134 l.) 1898.
- 51. köt. Gauss Viktor. Hegyen-völgyön. Képek a természetből. (47 l.) 1898.
- 52. köt. Lőrinczy György. Kis falum. Történetek. (47 l.) 1898.
- 53. köt. Sebők Zsigmond. Erzsébet királyné. (48 l.) 1898.
- 54. köt. Gyarmathy Zsigáné. Mari néni mankója. A remete. Két elbeszélés. Képekkel. (56 l.) 1899.
- 55. köt. Sebők Zsigmond. A kis mérnökök. (58 l.) 1899.
- 56–57. köt. Margitay Dezső. Tilos a páva. Elbeszélés. (91 l.) 1899.
- 58. köt. Kövér Ilma. Kis lányok, nagy lányok. Elbeszélések. (48 l.) 1899.
- 59. köt. Gauss Viktor. A piros köpenyeg. Elbeszélés a magyar szabadságharcból. Mühlbeck Károly rajzaival. (48 l.)1899.
- 60–61. köt. Madarassy László. Az amerikai őserdőben. (Egy magyar fiú viszontagságai.) Gyermek-regény képekkel. (103 l.) 1899.
- 62. köt. Pósa Lajos. Harangvirágok. Versek. (47 l.) 1899.
- 63. köt. Barta Irén. Enyém. Elbeszélés. (45 l.) 1899.
- 64. köt. Bodonyi Nándor. Szegény ember fia. Elbeszélés. Képekkel. (56 l.) 1899.
- 65–66. köt. Béla Henrik. A kis herceg. Mese képekkel. (95 l.) 1899.
- 67. köt. Juhász Béla. Ilona. Történelmi elbeszélés. (60 l.) 1899.
- 68. köt. Kornélia néni. A kis hősök. Hamupipőke. A nap leánya. (48 l.) 1899.
- 69. köt. Bársony Istvánné, Harmath Lujza, Kornélia néni, Sebestyén Gyuláné és Szarvas Mariska. Virágregék. (48 l.) 1899.
- 70. köt. Lampérth Géza. Elmult időkből. Történelmi rajzok és elbeszélések. (56 l.) 1899.
- 71. köt. Thury Zoltán. Mese egy kis házból és egyéb történetek. (48 l.) 1899.
- 72. köt. Sebők Zsigmond. Petőfi Sándor. (56 l.) 1899.
- 73. köt. Lőrinczy Gy. A becsület utján. Öt elbeszélés. (48 l.) 1899.
- 74–76. köt. Gauss Viktor. Fajankó. A bártfai hires fabábnak mulatságos históriája. Mühlbeck K. rajzaival. (152 l.) 1900.
- 77–78. köt. Gegus Ida. Tündérmesék. 2 kötet. (47, 45 l.) 1900.
- 79. köt. Benedek Elek. Elek apó eséi. Első kötet. (44 l.) 1900.
- 80. köt. Tábori Rbóert. A jégtündér. Elbeszélés. Képekkel. (45 l.) 1900.
- 81. köt. Kövér Ilma. A Jánoska koronája és más elbeszélések. (48 l.) 1900.
- 82. köt. Gaal Mózes. Három székelyfiú. Elbeszélés. (48 l.) 1900.
- 83. köt. Gauss Viktor. Sárga violák. Elbeszélések. (48 l.) 1900.
- 84. köt. Szabóné Nogáll Janka. A kis kocsi és más történetek. (47 l.) 1900.
- 85. köt. Lőrinczy György. Igaz történetek. (45 l.) 1900.
- 86–88. köt. Gaal Mózes. A vasember. Történeti elbeszélés. Kiss Lajos rajzaival. (160 l.) 1900.
- 89–91. köt. Benedek Elek. Édes kicsi gazdám. Elbeszélés a magyar ifjuság számára. Mühlbeck Károly rajzaival. (156 l.) 1900.
- 92. köt. Gauss Viktor. Adria gyöngye. Magyar fiú a magyar tengerparton. (48 l.) 1900.
- 93. köt. Sas Ede. Munkácsy Mihály. (46 l.) 1900.
- 94. köt. Sas Ede. Vörösmarty Mihály. (64 l.) 1900.
- 95. szám. Gaal Mózes. A koldusvezető. Elbeszélés. (55 l.) 1901.
- 96. szám. Holló Sárika. Nyolc mese. (47 l.) 1901.
- 97. szám. Krudy Gyula. Hortobágy. Elbeszélés. (64 l.) 1901.
- 98–99. szám. Havas István. Koncz Márton. Elbeszélés a kurucvilág idejéből. (94 l.) 1901.
- 100. szám. Petőfi költeményei az ifjúság számára. (63 l.) 1901.
- 101. szám. Tutsek Anna. Évike vándorlása. (47 l.) 1901.
- 102. szám. Gaal Mózes. Bem apó és a székelyek. Egy vén székely huszár elbeszélése. (46 l.) 1901.
- 103–104. szám. Tábori Róbert. Mátyás ifjúsága. Történelmi elbeszélés. (141 l.) 1901.
- 105. szám. Krudy Gyula. Utazás a Szepességben. (45 l.) 1901.
- 106. szám. Krudy Gyula. Utazás a Tiszán. (47 l.) 1901.
- 107. szám. Sebők Zsigmond. A két árvizes gyerek. Elbeszélés a magyar ifjúság számára. (87 l.) 1901.
- 108. szám. Garády Viktor. Hol a vitéz? Elbeszélés. (48 l.) 1901.
- 109. szám. Bácskai Emil. A meghódított Föld. A serdültebb ifjúság számára. (48 l.) 1901.
- 110–112. szám. Garádi Viktor. Kerek erdő. Képek és történetek az állatvilágból. Sok képpel. (143 l.) 1901.
- 113. szám. Tábori Róbertné. A galambvölgyben. Elbeszélés. (87 l.) 1901.
- 114–116. szám. Benedek Elek. A mesemondó. Elbeszélés az ifjúság számára képekkel. (136 l.) 1901.
- 117–118. szám. Tutsek Anna. Lottika és egyéb elbeszélések. (96 l.) 901.
- 119. szám. Ambrozovicsné Meszlényi Ilona. Washington élete. (56 l.) 1901.
- 120–122. szám. Tábori Róbert. Oceánia. Elbeszélés az ifjúság számára. 25 képpel. (152 l.) 1901.
- 123. szám. Sas Ede. Toldi költője. (Arany János élete.) (56 l.) 1902.
- 124. szám. Krudy Gyula. Sziklazúzó hajók. Elbeszélés. (48 l.) 1902.
- 125–127. szám. Gárdonyi Géza. A nagyapó tréfái. Unatkozó gyermekeknek mulatságul, tanulságul, hallásból, tudásból, magakitalálá...
- 128. szám. Garády Viktor. Magduska meséi. (47 l.) 1902.
- 129. szám. Lőrinczy György. Báró Eötvös József. A serdültebb ifjúság számára. (48 l.) 1902.
- 130–131. szám. Tóth Béla. Anekdoták. A Magyar anekdotakincs című gyűjteményből az ifjúság számára összeválogatva. Képekkel. (91...
- 132.szám. Krudy Gyula. Letünt századok. Kilenc történeti elbeszélés. (45 l.) 1902.
- 133–135. szám. Gaal Mózes. A vasember fia. Történeti elbeszélés. Mühlbeek Károly rajzaival. (136 l.) 1902.
- 136. szám. Krudy Gyula. A király palástja. (47 l.) 1902.
- 137. szám. Sas Ede. Biharország. Utazás a régi várak és barlangok világában. (64 l.) 1902.
- 138–140. szám. Egri György. Igaz is, nem is. Mesék, történetek. 3. kötet. (47, 47, 48 l.) 1902.
- 141. sz. Sebők Zsigmond. Mackó úr első utazása. Képekkel. (48 l.) 1902.
- 142–143. szám. Sebők Zsigmond. Mackó úr második utazása. Képekkel. (88 l.) 1902.
- 144. sz. Sebők Zsigmond. Mackó úr harmadik utazása. (53 l.) 1902.
- 145. szám. Lampért Géza. Három pápai diák balatoni kalandozásai. Első utazás. (63 l.) 1902.
- 146. szám. – Második utazás. (59 l.) 1902.
- 147. szám. – Harmadik utazás. (44 l.) 1902.
- 148–149. szám. Gárdonyi Géza. A nagyapó tréfái. 4. és 5. gyűjtemény. (44, 43 l.) 1902.
- 150. szám. Garády Viktor. Mi van a tengerben? Képekkel. (48 l.) 1902.
- 151. sz. Sebők Zsigmond. Kossuth Lajos élete. (47 l.) 1902.
- 152. szám. Egri György. Mátyás király. Életrajz tükördarabokban. Mühlbeck Károly rajzaival. (54 l.) 1903.
- 153. szám. Brunowsky Rezső. A találós mesék kincsesháza. (45 l.) 1903.
- 154. szám. Egri György. Apróságok az egri várból. (48 l.) 1903.
- 155–156. szám. Gárdonyi Géza. Nevető könyv. Tizenkét vidám történet. Sok képpel. (95 l.) 1903.
- 157. szám. Gárdonyi Géza. A zöld erszény és más elbeszélések. Mühlbeck Károly rajzaival. (56 l.) 1903.
- 158–159. szám. Gárdonyi Géza. Emlékezetes napok a magyar történelemből. (96 l.) 1903.
- 160. szám. Thirring Gusztávné. Apró mesék. Képekkel. (56 l.) 1903.
- 161. sz. Andrássy Lidike. Aranyvirág. (47 l.) 1903.
- 162. sz. Andrássy Lidike. Ceruza király iródiákja. (48 l.) 1903.
- 163. szám. Tábori Róbert. Dezsőke pályát cserél. (63 l.) 1903.
- 164–165. szám. Sebők Zsigmond. Városi cica falun. Mühlbeck Károly rajzaival. (88 l.) 1903.
- 166–167. szám. Krudy Gyula. A komáromi fiú. Történeti elbeszélés. Mühlbeck Károly rajzaival. (91 l.) 1903.
- 168–170. szám. Sas Ede. Ahol a gólya fészkel. Elbeszélés az ifjúság és nép számára. Mühlbeck K. rajzaival. (140 l.) 1903.
- 171–173. szám. Tábori Róbert. Stropka Janó. Elbeszélés Mühlbeck K. rajzaival. (143 l.) 1903.
- 174. szám. Lengyel Laura. Egy kis diák levelei. (46 l.) 1903.
- 175. szám. Lengyel Laura. A kis Zsolnay László és más történetek. (47 l.) 1903.
- 176. szám. Krudy Gyula. Két vándor. Elbeszélés képekkel. (48 l.) 1904.
- 177–178. szám. Sas Ede. Kurucok csillaga. Képekkel. (93 l.) 1904.
- 179. szám. Sebők Zsigmond. Cserebogár úrfi a tengeren. 2. kiadás. (48 l.) 1904.
- 180. szám. Sebők Zsigmond. A gyöngyhuszár. 2. kiadás. . (48 l.) 1904.
- 181. szám. Sebők Zsigmond. A hős nyulacska. 2. kiadás. (48 l.) 1904.
- 182. sz. Sebők Zsigmond. Cicáról. Nyúlról. 2. kiadás. (48 l.) 1904.
- 183. szám. Garády Viktor. Kerek erdő. 2. gyűjtemény. Képekkel. (47 l.) 1904.
- 184. szám. Krudy Gyula. A dévényi fazekas. Elbeszélés. (47 l.) 1904.
- 185–187. szám. Tábori Róbert. Görbe hegyek országában. Regény, magyar ifjúság. Mühlbeck Károly rajzaival. (137 l.) 1904.
- 188. szám. Lampérth Géza. Elmúlt időkből. Történelmi rajzok és elbeszélések. 2. sorozat. (48 l.) 1904.
- 189–190. sz. Lőrinczy György. A bizófalvi harang szava. Elbeszélés. Mühlbeck Károly rajzaival. (95 l.) 1904.
- 191. szám. Móra István. Katókáék könyve. Mesék. Versek. (48 l.) 1904.
- 192. szám. Gárdonyi Géza. A mindentudó Gergely bácsi 2-ik könyve. Képekkel. (48 l.) 1904.
- 193. szám. Benedek Elek. Elek apó meséi. 2 gyűjtemény. (48 l.) 1904.
- 194. szám. Gárdonyi Géza. Tihanyi Pista baklövései. (És más történetek.) (43 l.) 1904.
- 195. szám. Gárdonyi Géza. Bolond Istók és más efféle bolond történetek. Okos gyermekeknek írta G. G. (43 l.) 1904.
- 196. szám. Sebők Zsigmond. A falusi cica Budapesten. Mühlbeck Károly rajzaival. (48 l.) 1904.
- 197. szám. Gegus Ida. Tündérmesék. 3. kötet. (48 l.) 1904.
- 198. szám. Perényi Lajos. A hazáért! Hazafias történetek. (48 l.) 1904.
- 199. szám. Krudy Gyula. Robinzonok a Kárpátok között. (45 l.) 1904.
- 200. szám. Egri György. Jókai Mór. Babérlevelek. – Cipruslombok. (48 l.) 1904.
- 201. sz. Havas István. Az ihácsi kis kakas. 1905.
- 202. szám. Havas István. Csipkerózsák. Versek. Fiuknak, leányoknak. (47 l.) 1905.
- 203. szám. Herman Ottóné. Ők ketten. Mesék, történetek gyermekeknek. Sok képpel. (48 l.) 1905.
- 204–206. szám. Lengyel Laura. A virradat hajnala. Elbeszélés képekkel. (136 l.) 1905.
- 207. szám. Pósa Lajosné. Olvassuk csak. (46 l.) 1905.
- 208. szám. Havas Mihály. Hősök. Történeti elbeszélések. (46 l.) 1905.
- 209. szám. Egri György. Igaz is, nem is. 4. gyűjtemény. (46 l.) 1905.
- 212–213. szám. Sas Ede. A virágok költője. Elbeszélés képekkel. (78 l.) 1905.
- 214. szám. Krudy Gyula. Előre. Hazafias elbeszélések. (48 l.) 1905.
- 215. szám. Sebők Zsigmond. Utazás Tündérországba. Mesék.
- 216. szám. Sebők Zsigmond. Pattogatott kukorica. Mesék.
- 217. szám. Dingha Béla. Kókumfitty király országa és egyéb történetek. (47 l.) 1905.
- 218. szám. Gaal Mózes. A szurtos kis inasról és egyéb elbeszélések. (47 l.) 1905.
- 219. szám. Benedek Elek. Elek apó meséi. 3. gyűjtemény. (47 l.) 1905.
- 220–221. szám. Lampérth Géza. Hű a koporsóig. Történeti elbeszélés Rákóczi korából. (92 l.) 1906.
- 222. szám. Lőrinczy György. Mátyus földjén. Mühlbeck Károly rajzaival. (46 l.) 1906.
- 223. szám. Barta Irén. A csillagok között. (47 l.) 1906.
- 224–225. szám. Dingha Béla. A krencsi erdő meséi és egyéb történetek. (95 l.) 1906.
- 226. szám. Gyökössy Endre. Palkó Debrecenben és más történetek. (48 l.) 1906.
- 227–228. szám. Lengyel Laura. Magyar hősök. Történeti elbeszélés. (93 l.) 1906.
- 229. szám. Móra Ferenc. Falun, városon. (45 l.) 1906.
- 230. szám. Józsa Antal. Hóvirágok. Elbeszélések. (48 l.) 1906.
- 231–232. szám. Pósa Lajos. Virágszép Nádszál kisasszony. (207–300 l.) 1907.
- 233. szám. Pósa Lajos. Muzsikál a rajkó és más történetek. (239–277. l.) 1907.
- 234. szám. Pósa bácsi meséskönyve. 1. gyűjtemény. Mühlbeck Károly rajzaival. (50–95 l.) 1907.
- 235. szám. Pósa Lajos. Mese a kis kanászról és más történetek. Mühlbeck Károly rajzaival. (48 l.) 1907.
- 236–237. szám. Pósa Lajos. Babatörténetek. (96 l.) 1907.
- 238–240. szám. Pósa bácsi meséskönyve. 2. gyűjt. (97–207 l.) (1907.)
- 241–242. szám. Pósa Lajos. Cini-cini. (145–240 l.) 1907.
- 243. szám. Pósa Lajos. Marci vitéz. (97–144 l.) 1907.
- 244–246. szám. Pósa bácsi meséskönyve. 3. és 4. gyűjtemény. Mühlbeck Károly rajzaival. (81–224 l.) 1907.
- 247. szám. Pósa Lajos. Kacor király. (41–80 l.) 1907.
- 248. szám. Pósa Lajos. Csali mese. (40 l.) 1907.
- 249–250. szám. Pósa Lajos. Bandi álma. Abroszka, bárányka, botocska. Két mese. Mühlbeck Károly rajzaival. (225–287 l.) 1907.
- 251. szám. Sebők Zsigmond. Tilinkós Lajkó. (46 l.) 1907.
- 252. szám. Havas István. A magyar fiú. Hét elbeszélés. (46 l.) 1907.
- 253. szám. Benedek Elek. Elek apó meséi. 4. gyűjtemény. (46 l.) 1907.
- 254. szám. Thirring Gusztávné apró meséi. (46 l.) 1907.
- 255. szám. Kiszely Róbert. Figura bácsi mókái. Képekkel. (47 l.) 1907.
- 256. szám. Kövér Ilma. A vitorlás hajó. (46 l.) 1907.
- 257–259. szám. Abonyi Árpád. Magyar fiúk Afrikában. Regényes elbeszélés. Képekkel. (152 l.) 1907.
- 260. szám. Lengyel Laura. Piroska mesét olvas. (45 l.) 1907.
- 261. szám. Sebők Zsigmond. A doktor úr. Képekkel. (47 l.) 1907.
- 262. szám. Lőrinczy György. Magyar dicsőség. Képekkel. (47 l.) 1907.
- 263. szám. Dingha Béla. Ákom király baja. Képekkel. (45 l.) 1907.
- 264. szám. Dingha Béla. Böske a léghajón. Képekkel. (47 l.) 1907.
- 265. szám. Lőrinczy György. Kis diákjaim. (40 l.) 1908.
- 266–267. szám. Jávor Anna. A tárnoki csodakút. Képekkel. (76 l.) 1908.
- 268. szám. Egri György. Igaz is, nem is. Mesék, történetkék. 6. gyűjtemény. (40 l.) 1908.
- 269. szám. Dingha Béla. Szívenincs királyfi. (47 l.) 1908.
- 270–272. szám. Havas István. A várkuti fiúk. Történet a mai időkből. Mühlbeck Károly rajzaival. (124 l.) 1908.
- 273–274. szám. Sas Ede. Gyárfás vitéz. Történeti elbeszélés. Képekkel. (72 l.) 1908.
- 275. szám. Lőrinczy György. Túl a sövényen. (39 l.) 1908.
- 276. szám. Egri György. Igaz is, nem is. Mesék, történetkék. 7. gyűjtemény. (41–80 l.) 1908.
- 277. szám. Dingha Béla. A kis tüzér. Történetek. (48 l.) 1908.
- 278. szám. Lőrinczy György. Mikszáth Kálmán. (46 l.) 1909.
- 279–281. szám. Havas István. Új szavalókönyv. Hazafias ünnepekre, iskolai vizsgálatra és egyéb alkalmakra való költemények s ki...
- 282–284. szám. Sebők Zsigmond. Mackó úr vendégei. Mühlbeck Károly rajzaival. (127 l.) 1910.
- 285. szám. Herman Ottóné. Két kicsi tót és más elbeszélések. Képekkel. (48 l.) 1910.
- 286. szám. Herman Ottóné. Kicsibaj és más történetek. Sok képpel. (48 l.) 1910.
- 287–289. szám. Móra Ferenc. Rab ember fiai. Elbeszélés a magyar ifjúság számára. Mühlbeck Károly rajzaival. (140 l.) 1910.
- 290. szám. Sebők Zsigmond. Hogyan ne beszéljenek a gyerekek. (46 l.) 1910.
- 291–293. szám. Jókai Mór. A rózsák szigete. »Az arany ember« című munkájából a serdültebb ifjúság számára átalakította Bródy Sá...
- 294. szám. Havas István. A tarkői idegen. Elbeszélés. Mühlbeck Károly rajzaival. 1. kiadás. (48 l.) 1910.
- 295–296. szám. Brunowszky Rezső. A találós mesék kincsesháza. 2–3. gyűjtemény. Gyűjtötte és tárgykörök szerint csoportosította ...
- 297–298. szám. Gyökössy Endre. Ki szereti a népet? Elbeszélés. Mühlbeck Károly rajzaival. (76 l.) 1910.
- 299–300. szám. Gyökössy Endre. A hazavándorlók. Elbeszélés. Mühlbeck Károly rajzaival. (78 l.) 1910.
- 301. szám. Dingha Béla. Csiribiri herceg. (47 l.) 1910.
- 302. szám. Egri György. Igaz is, nem is. Mesék, történetek. 8. gyűjtemény. (46 l.) 1910.
- 303. szám. Pósa Lajos. Tányértalpú koma a fotografusnál és más tréfák, elbeszélések, mesék a legkiválóbb magyar íróktól. (132 l...
- 304. Lőrinczy György: Az igmándi bég. Mühlbeck Károly rajzaival. 1911. 95 [1] l.
- 305–306. U. az: A kavai fűzfák. A magyar ifjúság számára. Mühlbeck Károly rajzaival. 1911. 90 [7] l.
- 307. Balla Ignác: Tréfaország. Első gyüjtemény. Mühlbeck Károly rajzaival. [1911.] 48 l.
- 308–310. Sebők Zsigmond: A bogarak háborúja. Mühlbeck Károly rajzaival. 1911. 141 [2] l.
- 311. Balla Ignác: Tréfaország. 2. gyüjtemény. Mühlbeck Károly rajzaival. [1911.] 48 l.
- 312. U. az: 3. gyüjtemény. Mühlbeck Károly rajzaival. [1911.] 48 l.
- 313. Pósa Lajos: Tányértalpú koma a fotografusnál és más tréfák, elbeszélések, mesék a legkiválóbb magyar íróktól. 1911. 131 [1...
- 314. Havas Mihály: Hírvirág. Történeti elbeszélések. [1911.] 38 [2] l.
- 315. Lőrinczy György: Amit a kender mesél. Elbeszélések. 1911. 39 [1] l.
- 316. Havas István: Csodálatos paripa. Versek, mesék, történetek. 1911. 48 l.
- 317. Dingha Béla: A tarisznyás király. [1912.] 44 [2] l., 1 t.
- 318. Garády Viktor: Kis világ, nagy világ. Történetek a nagy természetből. Mühlbeck Károly rajzaival. [1912.] 38 [2] l.
- 319–320. Dánielné-Lengyel Laura: Az árva leány. Történeti elbeszélés. Mühlbeck Károly rajzaival. 1912. 64 l.
- 321. Gavas István: Bence bácsi. Históriás történetek. [1912.] 57 [2] l.
- 322–324. Gaál Mózes: Mókus. Komoly történet egy mókás fiúról. [1912.] 119 l.
- 325–326. Farkas Pál: Egy magyar fiú Napoleon seregében. Elbeszélés. Mühlbeck Károly rajzaival. [1912.] 80 l.
- 327–328. Farkas Pál: Laci Törökországban. Elbeszélés. Mühlbeck Károly rajzaival. [1912.] 80 l.
- 329–331. Dánielné-Lengyel Laura: A három galamb. Történeti elbeszélés. Mühlbeck Károly rajzaival. 1920. 120 l.
- 332–333. Krúdy Gyula: Az utolsó honvédek. Mühlbeck Károly rajzaival. 1913. 78 [1] l.
- 334–336. Gaál Mózes: Porcellán kisasszony. Falusi történet. [1913.] 127 [1] l.
- 337–339. Móra Ferenc: Mindenki Jánoskája. Mühlbeck Károly rajzaival. [1913.] 121 [1] l.
- 340. Krudy Gyula: Az utolsó vörössipkás és más történelmi elbeszélések. 1913. 46 [1] l.
- 341–343. Gyökössy Endre: A palotai cserkészek. Mühlbeck Károly rajzaival. [1914.] 125 l.
- 344. Sas Ede: Honfoglaló hősök. Mühlbeck Károly rajzaival. [1914.] 46 l.
- 345. Zöldi Márton: Kalandok az Alföldön. Elbeszélések. 1914. 39 l.
- 346. P. Ábrahám Ernő: Török császár fája. [1914.] 39 l.
- 347. P. Ábrahám Ernő: Az öreg Bús király csikói. [1914.] 37 l.
- 348–349. Zöldi Márton: Világjáró Lábas Péter. Elbeszélés a magyar ifjúság számára. Mühlbeck Károly rajzaival. 1914. 79 l.
- 350–351. Zöldi Márton: Utazás napkeleti országokban. Elbeszélés a magyar ifjúság számára. Mühlbeck Károly rajzaival. 1914. 112 ...
- 352–354. Móra Ferenc: Filkó meg én. Elbeszélés a nagy háborúból. Mühlbeck Károly rajzaival. [1915.] 142 l.
- 355–357. Lampérth Géza: A nagy dárdás meg a kis dárdás. Elbeszélés a diákéletből. Mühlbeck Károly rajzaival. 2. kiad. [1915.] 1...
- 358–360. Barna Jakab–Ujhelyi Sándor: Játékkönyv a serdült ifjúság számára. Mühlbeck Károly rajzaival és fényképekkel. 1915. 118 l.
- 361–363. Barna Jakab–Ujhelyi Sándor: Játékkönyv a gyermekek számára. Mühlbeck Károly rajzaival és fényképekkel. 2. kiad. [1915.] 112 l.